# Cochranella mcdiarmidi
Cochranella mcdiarmidi är en groddjursart som beskrevs av Cisneros-Heredia, Venegas, Rada och Schulte 2008. Cochranella mcdiarmidi ingår i släktet Cochranella och familjen glasgrodor. Inga underarter finns listade i Catalogue of Life.